# Manfredi di Svevia
Manfredi di Svevia es una ópera en cinco actos con un libreto de José Emilio Ducati  puesto en metro músico por Tomás Giribaldi (1847-1930)

## Acción
El siguiente resumen de la acción de los cinco actos fue escrito por Luis Garabelli después de presenciar el estreno de la obra. El texto se encuentra en su libro Recuerdos de 1887.

Acción del primer acto
Da principio la obra con un preludio. Abre con un Andante Maestoso en 4 tiempos; después de los 52 primeros compases, sigue en 12/ 8. Este preludio expresa perfectamente los motivos dominantes de la ópera, y está en carácter, atendiendo al orden de ideas que reina en el argumento. Empieza el primer acto con el Allegro Deciso en si mayor seguido de una Allegreto en mi mayor con concluye con arpa. Sigue una bellísima Balada en fa para contralto, tratada con mano maestra, adoptadas con esmerada exactitud cada una de las notas a la letra: Per gilda, etc., demostrando claramente el estado de ánimo de Imelda y sus oyentes. El coro de damas de esta primera parte es muy bello. Desaparece el coro y sale Yole que acompañada de Ruggero cantan a dúo un aire en la mayor y sigue siempre a dúo con el magnífico Andantino en fa: Si fuggiró; Oh! Como in sen. Este pequeño dúo encierra en si una brillante inspiración. Es una página de música sentimental, expresiva, apasionada, que demuestra los grandes recursos del autor par expresar con fidelidad las situaciones patéticas. Cada una de las notas de ese Andantino es un suspiro de amor que atrae, emociona y subyuga a los oyentes. Llena de verdad la stretta que sigue al Allegro agitato en la bemol. En este punto hay una entrada de trombas a sotto voce de un efecto nuevo a la par que original. Se presenta Roberto, y empieza un Allegro Moderato por las trombas, bien calculado siguiendo un pequeño dúo entre Roberto y Ruggero que expresa con perfección ya el misterio y la risa infernal de Roberto con la trepidación e incertidumbre de Ruggero. Continúa un Allegreto en 6 por 8 en sol mayor y un canon con doble pedal de 8 compases reservados a flautas y oboes que anuncia la salida de Imelda que, viendo la tardanza de Yole baja al jardín y la encuentra desmayada. A los gritos de Imelda sale Manfredi con todo el Mosso en la bemol. Aquí empieza el canto de Manfredi, a lo que sigue un Allegro que seguido a vez de un Grandioso con su stretta correspondiente da fin al acto caracterizando con un tutti de efecto la acción guerrera.  Giribaldi ha combinado con mano maestra el coro final con los distintos instrumentos, principalmente con los fuertes de trombones, pistones, trombas, etc. Sentimos que la precipitación con que hemos tomado algunos apuntes en los últimos ensayos de la ópera, no nos permita apreciar debidamente otros pasajes notables que hay en este acto.

Acción del segundo acto
Comienza este acto con el magnífico coro de bandidos, con un allegro con brio en re mayor que imita con la mayor naturalidad el ruido y juego de los dados tirados por los bandidos, remedando al mismo tiempo con escalas de terceras por el cuarteto de madera, el derrame del vino en los vasos, lo que más viene a demostrar la intuición del maestro para traducir en todo lo posible las más difíciles situaciones.  Sigue a esto un bailable muy bello y oportuno tratado con sumo gusto y delicadeza: es una tarantella seguida de una polacca; las que tienen una duración regularmente calculada. Continúa la entrada de Roberto con un Allegro vivo en la mayor, algunos de los recitados de Roberto nos parecen de mal gusto. Concluye la escena de Roberto y se anuncia la entrada del jefe Ghino Tacco por un corno que se oye en lontananza cuya idea feliz es digna de aplauso. Aquí empieza el magnífico Racconto de Ghino: un caso strano, mentre venia; trozo de música aplicado a esas palabras con notable maestría y que es una de las verdaderas bellezas que se encierran en el 2o. Acto: a este Racconto sigue el no menos bello de Ruggero; Si, un giorno, concluyendo esta escena con una stretta de bravura despidiéndose Ruggero de Ghino con un amico, si sa me tu,…que nos hace hallar reminiscencias de una ópera muy conocida de Verdi. […]  Después de la despedida de Ruggero y Ghino se cambia la escena y se anuncia la salida de Yole e Imelda por unas armonías confiadas a flautas, oboes, clarinetes, que tienen cierto carácter original, pero que al mismo tiempo nos han parecido muy duras al oído y de poco efecto. Después de un pequeño dúo entre Yole e Imelda y la gran escena de Yole, donde declara a Imelda que ama a Ruggero, sigue la espléndida romanza y plegaria de Yole: Quando il cuore, O ciel a te colla preghiera, con acompañamiento de arpa de un efecto magistral.  Esta romanza es una sublime inspiración que ha tenido Giribaldi, tratando la situación de ánimo de Yole con una verdad admirable. Cada una de aquellas notas expresa fielmente la palabra que es el retrato del sentimiento que embarga a Yole. En una de las páginas más bellas y más sentimentales de la ópera.  Concluye el acto con un Allegro vivo que expresa exactamente la acción y el proyecto de Yole de salvar a Ruggero. Este acto encierra superabundancia de recitados, entre ellos muchos de mal gusto. 

Acción del tercer acto
Da principio con un coro interno, cuya música da a entender por su carácter misterioso que se conspira contra Manfredi. Al levantarse el telón aparece Ruggero en prisión que dice un gran recitado, mientras se oye el coro interno, cuya escena es de grandísimo efecto. Al recitado sigue una magnífica Romanza cantada por Ruggero digna de la de Yole en el segundo acto; que es otro trozo de música sublime, otra bella y sentimental inspiración que da valor a la ópera. Está aplicada a letra con suma verdad y maestría. No faltará quien halle en esta Romanza ciertas reminiscencias de una conocida ópera, pero si así fuere manifestamos que más nos conmueve la de Giribaldi que la otra de Marchetti. Sigue a la espléndida Romanza de Ruggero un pequeño dúo con Yole, que entra a salvarlo y cambia la escena. Aparece Manfredi solo, aislado en medio de sus remordimientos y de su desesperación. Esta situación de ánimo del Rey está tratada y de una manera altamente artística: con un recitado oportuno y un aria espléndida.  El trabajo reservado al barítono en este acto es sumamente notable, digno del aplauso y elogio de las más inteligentes en el arte. Así que termina el aria de Manfredi, se oye la voz de Yole que canta desde adentro una bellísima canción y muy melodiosa acompañada por el arpa; al oír los gritos del padre, sale y a pedido de este vuelve a cantar la canción: Non l´avvetti mio spirito, la que al concluir Manfredi en un instante de desesperación arranca la lira de manos de Yole y canta un Allegretto en 3 por 4 de un grande efecto, el que reunido a la canción de Yole, el aria y el recitado del barítono hace de esta parte una de las escenas más culminantes de la obra. Toda la escena está magníficamente calculada, ajustándose la música a la letra y a la situación de ánimo de Yole y de Manfredi. Desde la salida de Manfredi se deja oír el rumor de la tempestad que expresa con exactitud la orquesta: se halla confiada al cuarteto de madera con escalas semitonadas, juntamente con oboe y el clarinete, lo que imita el silbido del viento y el fragor de la tormenta. Debemos felicitar a nuestro compatriota por la feliz instrumentación con que acompaña el aria del barítono dando a conocer el grado de posesión que tiene acerca de los recursos y extensión de cada instrumento. Acompaña al aria el cuarteto de madera, flauta, oboe, lo que marca fielmente las emociones que en este momento experimente Manfredi. Después de la culminante escena de Manfredi y Yole, aparece Imelda, anunciando a Ruggero, el que viene a denunciar a Manfredi la conspiración que se trama contra él en el Castillo de Caserta.  En este punto viene el gran final grandioso en 9/8 y en mi bemol, motivo originalísimo, que empieza por proponerlo el tenor, enseguida lo toman las dos damas en tercias; aquí el barítono propone a su vez otro motivo armonizado con las voces corales las que lo empiezan muy piano, caso a sotto voce, el que aumenta poco a poco hasta el fortissimo y es entonces que las masas corales con parte de la orquesta toman el motivo propuesto por el barítono y el cuarteto. Todo lo cual unido con orquesta y siempre en crescendo cierra el acto con una imponente stretta meyerbeeriana que hace de este acto uno de los más grandes de la obra. La grandiosidad, los efectos orquestales que ha sabido combinar el señor Giribaldi, la novedad de estos motivos encontrados, hacen de este final un trozo de música digno de la firma de un gran maestro.

Acción del tercer acto
Se presenta primeramente el coro del pueblo. Se oyen enseguida cuatro trombas que expresan uno de los motivos dominantes de la ópera anunciando la entrada del Rey y sus prosélitos; en lontananza se percibe una marcha que anuncia la reunión de los 2 ejércitos que deben concurrir a la Batalla de Benevento. El golde de escena, antes de la arenga de Manfredi deja algo que desear, sigue la arenga a las ropas con un recitado enérgico y de efecto. Se oye enseguida otra banda que se halla a la cabeza del ejército italiano y siguen algunos recitados que hubiera sido más conveniente suprimir. Aquí viene otro punto culminante y bien calculado por el maestro: se reúnen todas las masas corales, artísticas e instrumentales para cerrar el acto con un grandioso de notable efecto; en este final hallamos dos motivos completamente destacados, uno de otro, que se encuentran colocados en orden de sucesión produciendo aquel entusiasmo que debe haber al prepararse para combatir los enemigos de la patria. Este final, lo decimos en honor del maestro oriental, no desmerece en nada de la grandiosidad del final del 3er. acto.

Acción del tercer acto
Magnífica y muy original la introducción de 24 compases, que es un Andante grave en 4 tiempos. Se ve a Manfredi herido en el campo, lo mismo que a Ruggero, los que se hallan rodeados de Yole e Imelda. En esta parte hay varios recitados de mérito. Primero está el de Manfredi seguido del que corresponde a Ruggero; continúa con una pequeña aria del tenor con un acompañamiento muy original y lleno de sentimiento y adaptado a esa circunstancia; son semicorcheas confiadas a los violines, violas y violoncellos; continúa Yole con un canto a voces unísono con los violines. Al reconocer Manfredi que Ruggero es su hijo, se expresa esta sorpresa con exactitud por las flautas, violoncellos, etc. Al último canto del barítono perfectamente armonizado con el clarone, oboe, fagot y violoncello, sigue una pequeña stretta y la muerte de Manfredi.
"Recuerdos", Luis Garabelli. Uruguay: Montevideo Musical 1887

## Estilo

### Libreto
El libreto de la ópera pertenece al poeta José Emilio Ducati y fue criticado por sus muchas inverosimilitudes.El argumento es un episodio que pasa antes de la batalla de Benevento en el año 1265.

## Datos históricos

### Creación
Después del muy exitoso estreno en 1878 de la ópera La Parisina, Tomás Giribaldi escribe su segunda ópera, Manfredi di Svevia para la cual utiliza, como en el caso de La Parisina, un texto en italiano. Como consecuencia del éxito obtenido por su ópera La Parisina y el despertado interés por óperas uruguayas, el estreno de Manfredi di Svevia fue esperado con impaciencia por el público. Pero el estilo musical de Tomás Giribaldi había evolucionado desde la composición de La Parisina y las novedades musicales del Manfredi di Svevia y el deficiente libreto no lograron convencer al público que esperaba una obra con música similar a la de La Parisina. Después del Manfredi di Svevia Tomás Giribaldi escribió su ópera Magda (1889) y empezó la revisión de la partitura de La Parisina. La segunda versión de esta ópera se estrenó en 1899. Después de esta segunda versión escribiría todavía una cuarta ópera, Inés de Castro(1905), basada en la trágica leyenda de la infanta portuguesa de ese nombre. Esta ópera, al igual que sucedió con la ópera Magda no se estrenó.

### Reparto del estreno
- Yole: Romilda Pantaleoni, soprano;
- Imelda: Giuditta Casaglia, contralto
- Ruggero: Eugenio Mozzi, tenor;
- Ghino de Jacco: Francesco Vecchione, bajo
- Manfredi:Moriami
- Roberto: Bazelli
- Dirección: Strigelli

## Literatura complementaria
- Giuseppe Albinati: "Piccolo dizionario di opere teatrali, oratori, cantate, ecc." Editorial Ricordi.
- Leonardo Manzino: La ópera uruguaya del siglo XIX. Estrenos de Tomás Giribaldi en el Teatro Solis". Uruguay: Ministerio de Educación y Cultura 2010 (264 páginas)
- Yolanda Pérez Eccher: Tomás Giribaldi y León Ribeiro en la creación musical uruguaya del siglo XIX. Montevideo: Facultad de Humanidades y Ciencias, Cátedra de Etnología Musical, 1960.
- Susana Salgado: The Teatro Solis: 150 Years of Opera, Concert and Ballet in Montevideo. Wesleyan University Press 2003.

## Grabaciones
- No existen grabaciones comerciales de esta ópera

## Enlaces
- http://klassicaa.com/info_detalle.asp?categoria=3&idInfo=310 (enlace roto disponible en Internet Archive; véase el historial, la primera versión y la última).
- http://klassicaa.com/magazine_Concierto_ver.asp?idNota=6447&idSeccion=6&idpais=1 (enlace roto disponible en Internet Archive; véase el historial, la primera versión y la última).
- http://klassicaa.com/magazine_Concierto_ver.asp?idNota=6416&idSeccion=6&idpais=1 (enlace roto disponible en Internet Archive; véase el historial, la primera versión y la última).
- http://www.1811-2011.edu.uy/B1/content/la-m%C3%BAsica-en-la-construcci%C3%B3n-de-la-identidad-uruguaya-reflexiones-en-ocasi%C3%B3n-del-bicentenari?page=3

- Datos: Q5991389